# Кинда (Доктор Кто)
Кинда (англ. Kinda) — третья серия девятнадцатого сезона британского научно-фантастического телесериала «Доктор Кто», состоящая из четырёх эпизодов, которые были показаны в период с 1 по 9 февраля 1982 года.

## Сюжет
Земная экспедиция на планету Дева Лока терпит неудачу: уже четверо её членов ушли и не вернулись. Её начальник Сандерс маниакально придерживается правил, а заместитель Хиндл уже близок к нервному срыву. Только учёная Тодд не видит в аборигенах, кинда, угрозы, старается уважать их культуру и изучает их способность к телепатии. У кинда главные женщины, и лишь немногие наделены голосом. Люди держат двоих в заложниках для "обследования". И Тодд верит, что они более развиты, чем кажутся. Нашейные украшения кинда подобны двойной спирали ДНК, а значит, у народа имеется представление об этом.
Где-то в джунглях команда ТАРДИС также на взводе, в особенности Нисса, упавшая в обморок от истощения. Доктор мастерит усилитель дельта-волн, чтобы дать ей отдохнуть в ТАРДИС, и вместе с Адриком уходит в джунгли. Вскоре они натыкаются на автоматический костюм полного выживания (КПВ), который отводит их к Куполу, где их встречает Сандерс. Хиндл устанавливает телепатическую связь с пленными кинда, которые верят, что их души он поймал в зеркало. Сандерс в КПВ отправляется в джунгли, оставив Хиндла присматривать за гостями. Хиндл превращается в мегаломаньяка, арестовывает Доктора, Тодд и Адрика с помощью вооружённых им кинда.
Тиган тем временем засыпает возле благозвучных усыпляющих колокольчиков, не зная об опасности сна неразделенного (не связанного телепатией с другим гуманоидом) разума. Её разум проваливается в пустоту, где её встречают множество кошмарных персонажей, а затем Мара, который захватывает контроль над Тиган с помощью передачи символа змеи, а та передаёт его Арису, брату одного из пленных, который таким образом обращается во зло и обретает голос.
Тем временем Хиндл решает уничтожить джунгли, считая их опасными. План рушится, когда Адрик пытается ему подыграть, но "предает" его, а затем возвращается Сандерс. Панна, престарелая кинда-мистик, вручила ему странную деревянную коробку ("коробка Дхьяны"), которая после открытия очистила его разум и сделала человеком, более довольным жизнью и сопереживающим другим, однако и глуповатым. Хиндл продолжает безумствовать, а Сандерс начинает его поддерживать, не понимая, что именно делает. Он показывает Хиндлу коробку, и тот заставляет Доктора открыть её.
Доктор и Тодд находят внутри игрушку и наблюдают видение Панны и её молодой ученицы Каруны, которые приглашают их в пещеру. Пленники сбегают, где они встречают группу кинда под началом Ариса, преисполненных пророчеством "Когда придут чужаки, один поднимется над всеми, мужчина с голосом, которому нужно повиноваться". Каруна вскоре находит Доктора и Тодд и отводит их в пещеру, где Панна рассказывает им о Великом Колесе, которое крутится по мере восхода и заката цивилизаций, и час хаоса под началом Мары почти пробил. Панна умирает и реинкарнирует в Каруну, которая направляет Тодд и Доктора в Купол (так называется база землян). 
В Куполе Хиндл, Сандерс и Адрик находятся в состоянии нереальности. Последний для побега крадет КПВ, но сталкивается с Арисом и кинда. Он паникует, и машина, отвечающая на импульсы мозга, ранит Ариса и разгоняет кинда.
Доктор и Тодд находят спящую Тиган и понимают, что через неё Мара и пришёл в этот мир, а затем встречают Адрика, и все вместе направляются в Купол, уже обложенный взрывчаткой, которая уничтожит купол вместе с джунглями. Они заставляют Хиндла открыть коробку, и та успокаивает его разум. Двоих пленников-кинда освобождают, разбив зеркало, и у Доктора созревает план. Ариса ловят в круг из зеркал, змея спадает с его руки, и его самого освобождают, а Мара сначала увеличивается, а затем проваливается в параллельный мир. Угроза миновала, персонал Купола вернулся в норму, и команда отправляется к ТАРДИС, где их встречает Нисса, полностью восстановившаяся.

## Трансляции и отзывы
| Эпизод            | Дата показа    | Продолжительность | Телезрители (в миллионах) |
| ----------------- | -------------- | ----------------- | ------------------------- |
| «Часть 1»         | 1 февраля 1982 | 24:50             | 8,4                       |
| «Часть 2»         | 2 февраля 1982 | 24:58             | 9,4                       |
| «Часть 3»         | 8 февраля 1982 | 24:17             | 8,5                       |
| «Часть 4»         | 9 февраля 1982 | 24:28             | 8,8                       |
| [ 1 ] [ 2 ] [ 3 ] |                |                   |                           |

## Интересные факты
- После серии «Кастровальва» было принято решение о выводе Ниссы из сериала и оставлении Доктору только двух компаньонов, однако Питер Дэвисон всячески противился этому решению, так как считал, что Нисса - самый близкий по мировоззрению Доктора персонаж. Его точка зрения была принята, однако сценарий серии был уже написан под двух компаньонов, вследствие чего Нисса в конце предыдущей серии падает в обморок и все события этой проводит, отдыхая в ТАРДИС.
- Многие имена взяты из буддистской философии по значениям: Мара (искушение, также персонифицирована в качестве демона), Дуккха (боль), Панна (мудрость), Каруна (сострадание), Анитья (непостоянство) и Анатта (безличие). Также Дхьяна означает медитацию.